# Norman Bull
Norman Enrique Bull de la Jara es un ingeniero comercial chileno, titulado en la Universidad Católica de Chile con mención en Economía y Administración. Se desempeñó como rector del Instituto Nacional del Fútbol (INAF).
Se hizo públicamente conocido en su cargo de Gerente de Fútbol de Blanco y Negro S.A., administradora del club Colo-Colo.
Además se ha desempeñado como Gerente General de Recursos Humanos de Farmacias Ahumada, y como Subsecretario de Economía, Fomento y Reconstrucción y Ministro subrogante en la misma cartera de Gobierno. en 1988.